# Daya
Daya, nome artístico de Grace Martine Tandon (Pittsburgh, 24 de outubro de 1998), é uma cantora e compositora dos Estados Unidos. Em abril de 2015, o seu single de estreia com ritmo synth-pop intitulado "Hide Away" e atingiu o pico na 23ª posição da parada musical Billboard Hot 100. Ela divide o prêmio de Melhor Gravação de Dance nos Grammy Awards de 2017.

## Biografia
Daya nasceu na cidade de Pittsburgh, localizada na Pensilvânia nos Estados Unidos. Seu avô é indiano e o seu nome artístico Daya é a tradução hindi para "graça" ou "benção". Daya estudou na Mt. Lebanon School District.
Em 2001, aos três anos, Daya começou a aprender a tocar piano, eventualmente, converteu para o estudo do "jazz piano" com a idade de onze anos em 2009. Por este tempo, ela também tinha aprendido a tocar outros instrumentos musicais como: guitarra, ukulele, saxofone e flauta.
Em 2009, aos onze anos, Daya se matriculou na "Accelerando Music Conservatory", em Pittsburgh, onde ela finalmente conheceu o compositor e produtor Gino Barletta. Barletta, que visitava a escola como professor, se interessou pela aspirante a cantora, e monitorou o seu progresso até convidá-la para ir à cidade de Los Angeles em fevereiro de 2015 para trabalhar em seu próprio material musical original.
Em outubro de 2018, Daya assumiu publicamente como bissexual para o chamado National Coming Out Day (traduzido livremente como: o Dia Nacional da Saída do Armário) dos Estados Unidos. 

## Carreira musical

### 2015: início
A carreira profissional de Daya começou quando os seus pais a acompanharam até a cidade de Los Angeles na Califórnia para trabalhar com os produtores Gino Barletta, Brett McLaughlin, Britten Newbill e Noisecastle III na "Paramount Recording Studios", localizado na cidade. Foi durante uma dessas sessões que o seu single de estreia com ritmo synth-pop "Hide Away" foi escrita e gravada, e Barletta, consequentemente, apresentou Daya para Steve Zap da "Z Entertainment". Um veterano das músicas de rádio promocionais, Zap gostou da música e estava interessado em ajudar a promover a cantora, levando à formação de um selo independente com Barletta chamado "ArtBeatz".
Em 22 de abril de 2015, Daya lançou a sua canção "Hide Away" através da "ArtBeatz/RED Distribution", esse foi citado como o seu lançamento (single) de estreia como cantora. A canção foi bem recebida on-line, e contou com o apoio de vários de blogueiros notáveis incluindo Tyler Oakley e Perez Hilton, o último comentando "há algo muito especial na voz de Daya". O blogueiro Jason Lipshutz da revista musical Billboard também comentou sobre o single em seu site oficial, rotulando-a como "uma linda estreia".
Em 21 de agosto de 2015, Daya fez a sua estreia na televisão cantando "Hide Away" no programa de televisão Today dos Estados Unidos.
Na sequência de uma estreia de sucesso, Daya lançou em 4 de setembro de 2015, o seu extended play auto-intitulado, Daya - EP, que apresenta seis músicas inéditas, incluindo a música "Hide Away". O extended play foi lançado na íntegra um dia antes pela Billboard, e estreou na posição 161 na Billboard 200, impulsionando "Hide Away" para a posição 40 na parada de músicas da Billboard Pop Songs.
Em 30 de Outubro de 2015, Daya lançou a versão física do seu extended play de estreia através da Target.

### 2016-2017: rumo a fama e vitória no Grammy Awards
Em 2016, Daya fez parte dos atos de aberturas durante a turnê Jack and Jack's US tour da dupla pop Jack & Jack.
Em fevereiro de 2016, ela foi vocalista convidada creditada na canção dance "Don't Let Me Down" da dupla The Chainsmokers, que eventualmente alcançou a posição número 3 no Billboard Hot 100, se tornando a sua segunda entrada no top 40 e a sua primeira canção no top 10 das músicas dos Estados Unidos. 
Daya foi convidada a se apresentar no evento Easter Egg Roll 2016 da Casa Branca, onde ela e a sua família encontraram o presidente Barack Obama e a primeira-dama Michelle Obama.
Em 07 de outubro de 2016, foi lançado o seu álbum musical de estreia, que recebeu o título de: o "Sit Still, Look Pretty". Em 15 de novembro de 2016, poucos dias após o lançamento do disco, Daya lançou a sua música "Words" como o seu terceiro single de seu álbum musical de estreia.
Em 6 de dezembro de 2016, foi anunciado oficialmente que a música "Don't Let Me Down" tinha sido nomeado para o Grammy Awards de 2017.
Em 12 de fevereiro de 2017, devido a sua participação vocal na música música "Don't Let Me Down", Daya ganhou a categoria de Melhor Gravação de Dance, sendo esse o primeira indicação e vitória da cantora no Grammy Award, considerado como o maior prêmio da música mundial.

ganhou a categoria de Grammy Award para melhor gravação de dance, tornando-se essa a primeira vitória de Daya no Grammy Award.
Em março de 2017, ela participou da música Feel Good do DJ estadunidense Gryffin (Daniel Griffith), juntamente com Illenium.
Em 11 de outubro de 2017, ela lançou um novo single, intitulado "New", pela gravadora Interscope Records.

### 2018-2019: lançamentos de novos singles
Em março de 2018, Daya participou da canção "I Wanna Know" de RL Grime, lançada em 16 de março de 2018.
Em 22 de junho de 2018, Daya lançou o seu single chamado "Safe". Em 18 de julho de 2018, ela lançou o vídeo oficial da música na sua página no YouTube. 
Em 2019, Daya lançou cinco singles inédios, dois deles intitulados "Insomnia" e "Left Me Yet", originalmente destinados a integrar o seu segundo álbum de estúdio ainda em processo de criação e produção. As outras músicas lançadas são: "Forward Motion" (para o filme estrelado por Emma Thompson intitulado Late Night), a música "Keep It in the Dark" (da trilha sonora da série 13 Reasons Why da Netflix) e "Wanted" com a dupla sueca de produção musical NOTD, composta por Tobias Danielsson e Samuel Brandt.

### 2020-presente: novo álbum
Em 9 de outubro de 2020, ela lançou "First Time" como o single principal de seu segundo álbum de estúdio com lançamento previsto inicialmente para 2021. Esta canção é sua primeira música desde 2017 e não foi lançada pela Interscope Records, mas por sua nova gravadora Sandlot Records.
O lançamento do novo álbum de Daya previsto inicialmente para 2021, foi adiado devido aos efeitos Pandemia de COVID-19, assim como vários projetos musicais.

## Discografia

### Extended play
| Ano  | Detalhes do álbum                                                                                       | Ref.   |
| ---- | --- | ------ |
| 2015 | Daya - EP - Lançamento: 4 de setembro de 2015 - Gravadora: ARTBEATZ - Formato(s): CD e Download digital | [ 25 ] |

### Álbuns de Estúdio
| Ano  | Detalhes do álbum                                                                                                   |
| ---- | --- |
| 2016 | Sit Still, Look Pretty - Lançamento: 7 de outubro de 2016 - Gravadora: ARTBEATZ - Formato(s): CD e Download digital |

### Singles como artista principal
| Ano  | Título                   | Álbum                                  | Videoclipe |
| ---- | ------------------------ | -------------------------------------- | ---------- |
| 2015 | "Hide Away"              | "Daya - EP" e "Sit Still, Look Pretty" | Sim        |
| 2016 | "Sit Still, Look Pretty" | "Daya - EP" e "Sit Still, Look Pretty" | Sim        |
| 2016 | "Words"                  | "Sit Still, Look Pretty"               | Não        |
| 2017 | "New"                    | TBA                                    | Sim        |
| 2018 | "Safe"                   | TBA                                    | Sim        |
| 2019 | "Insomnia"               | TBA                                    | Sim        |

### Participações como convidada
| Ano  | Título                                            | Álbum                         |
| ---- | ------------------------------------------------- | ----------------------------- |
| 2016 | "Don't Let Me Down" (The Chainsmokers part. Daya) | Collage - EP                  |
| 2017 | "Feel Good" (Gryffin & Illenium part. Daya)       | Awake                         |
| 2018 | "I Wanna Know" (RL Grime part. Daya)              | Não adicionado à nenhum álbum |